# Sahaspur
Sahaspur es  pueblo y nagar Panchayat situado en el distrito de Bijnor en el estado de Uttar Pradesh (India). Su población es de 24463 habitantes (2011). 

## Demografía
Según el  censo de 2011 la población de Sahaspur era de 24463 habitantes, de los cuales 12822 eran hombres y 11641 eran mujeres. Sahaspur tiene una tasa media de alfabetización del 60,60%, inferior a la media estatal del 67,68%: la alfabetización masculina es del 64,05%, y la alfabetización femenina del 56,76%.